# ماناذر
ابوالفوارس ماناذر بن جستان یا مناذر ششمین پادشاه دیلم از سلسله جستانیان از ۳۳۱ تا ۳۶۱ بود. جایگاه او در الموت بود.
در سال ۳۳۱ حسن فیروزان پس از شکست از وشمگیر در گرگان ابتدا به ماناذر پناه برد.
آن طور که ابراهیم صابی و ناطق بالحق نوشته‌اند ماناذر در ۳۵۳ق/۹۶۴م ماناذر به عنوان پادشاه دیلم، به ابوعبدالله محمد بن حسن بن قاسم علوی در مدینه نامه نوشت و او را دعوت کرد رهبری زیدی بین دیلمیان و گیلیان را برعهده بگیرد و او را در هوسم (رودسر) به امامت بگمارد. بر این اساس نتیجه گرفته می‌شود که قلمروی ماناذر در سده چهارم قمری/دهم میلادی از طالقان، رودبار الموت، سفیدرود، اشکور، تا لاهیجان را در بر می‌گرفته‌ است. ابو عبدالله در سال ۳۵۳ در رودبار به ماناذر پیوست و پس از این که در ابتدا از امیرکا پسر ابوالفضل الثائر شکست خورد، نهایتاً هوسم را از او گرفت و با نام المهدی لدین الله حکومت کرد. او که از حمایت ناصریه گیلی و قاسمیه دیلمی بهره‌مند بود تلاش زیادی کرد تنش‌ها بین این مکتب را کاهش دهد و هر دوی آنها را معتبر معرفی کند.
ماناذر دو پسر داشت، خسرو و فولاذ که به حکومت رسیدند. دخترش با عضدالدولهٔ دیلمی ازدواج کرد و مادر صمصام الدوله بود.